# Bob Jansen
K.F.R. „Bob” Jansen en de Wale (ur. w 1913, data śmierci nieznana) – holenderski lekkoatleta, sprinter, medalista mistrzostw Europy z 1934.
Zdobył brązowy medal w sztafecie 4 × 100 metrów na mistrzostwach Europy w 1934 w Turynie. Sztafeta holenderska biegła w składzie: Martinus Osendarp, Tjeerd Boersma, Jansen i Chris Berger. Ustanowiła wówczas rekord Holandii czasem 41,6 s.
Rekord życiowy Jansena w biegu na 100 metrów wynosił 10,5 s (ustanowiony 23 lipca 1933 w Schaerbeek), a w biegu na 200 metrów 21,9 s (ustanowiony 20 sierpnia 1933 w Amsterdamie).